# Prochowice
Prochowice (Duits: Parchwitz) is een stad in het Poolse woiwodschap Neder-Silezië, gelegen in de powiat Legnicki. De oppervlakte bedraagt 9,84 km², het inwonertal 3709 (2005).